# Erotique - Oltre i confini dell'erotismo
Erotique - Oltre i confini dell'erotismo (Erotique) è un film a episodi del 1994 diretto da Lizzie Borden, Monika Treut e Clara Law.
Un quarto episodio, Final Call della brasiliana Ana Maria Magalhães, è stato girato ma escluso dal montaggio finale, venendo reintegrato nelle edizioni home video.

## Trama

### Let's Talk About Sex
A Los Angeles, Rosy, un'attrice latinoamericana che si mantiene lavorando a un call center erotico in attesa che gli venga offerta una parte diversa dalla solita prostituta, si interessa alle fantasie particolari di un suo cliente e, quando scopre che questo è terapeuta sessuale, si risolve a incontrarlo per giocargli un brutto scherzo.

### Taboo Parlor
Ad Amburgo, una coppia lesbica dà vita a un ménage à trois con uno sconosciuto, non sapendo però come liberarsene una volta stufatesi di lui.

### Wonton Soup
A Hong Kong, Ann attraversa un momento di crisi col suo ragazzo, l'australiano di origini cinesi Adrian, che per salvare la situazione chiede a suo zio di insegnargli gli antichi riti d'amore cinesi.

## Accoglienza
La pellicola, che nelle intenzioni dei realizzatori voleva essere un'aggiunta popolare e femminista al genere erotico, fu stroncata dalla critica, unanime nel giudicarla poco riuscita negli intenti, didattica e di scarso erotismo.